# Agelasta

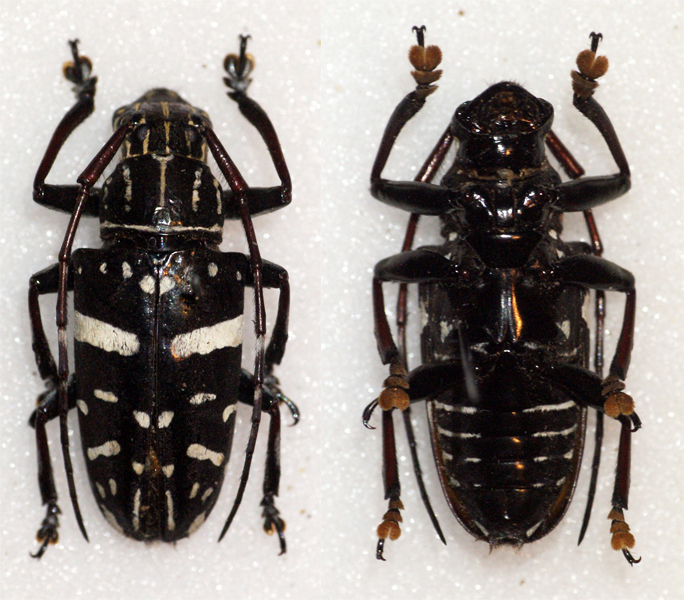
Agelasta albomaculata

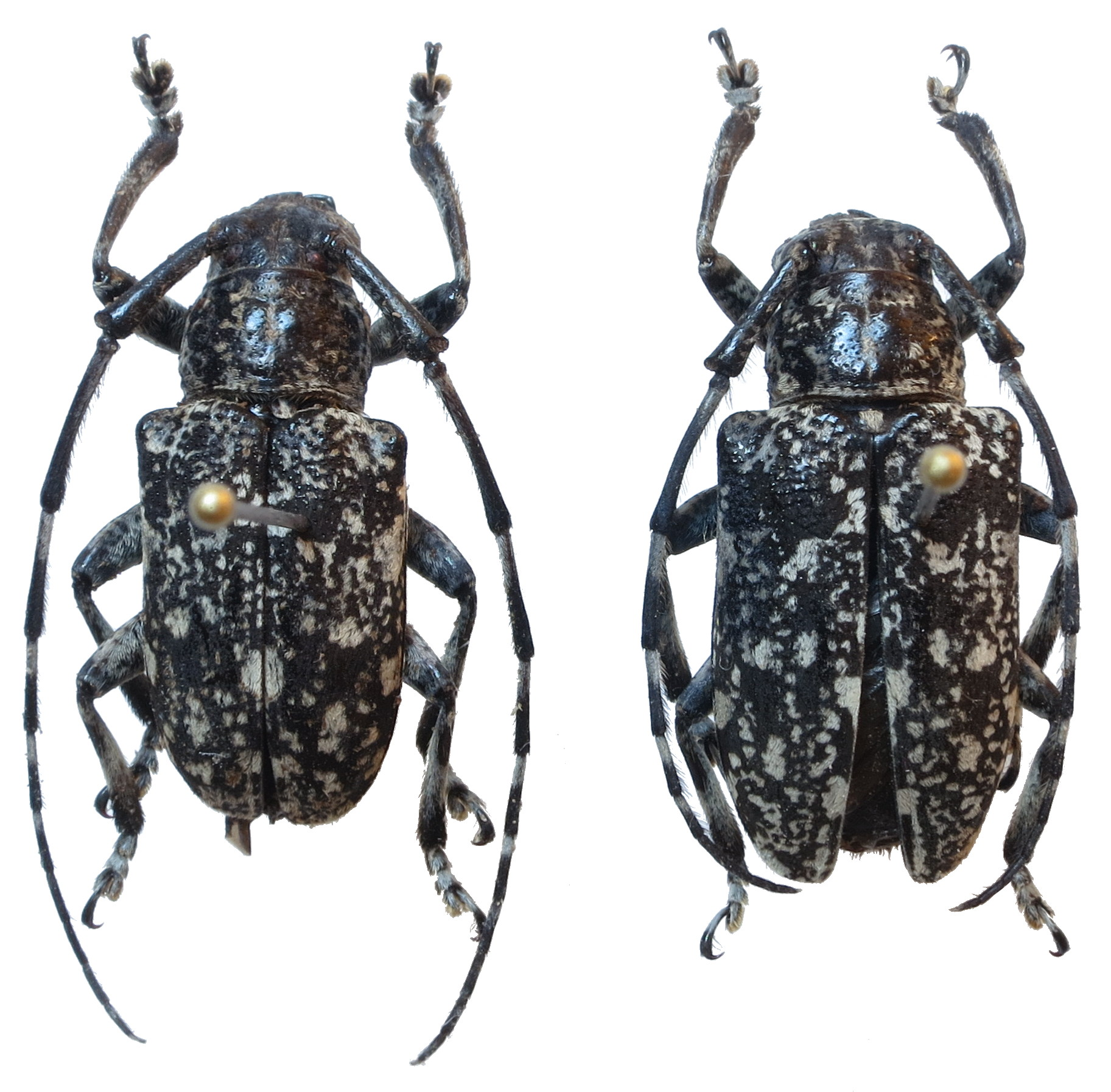
Agelasta lacteospreta

Agelasta – rodzaj chrząszczy z rodziny kózkowatych i podrodziny zgrzypikowych.

## Zasięg występowania
Przedstawiciele tego rodzaju występują na Subkontynencie Indyjskim, w Azji Wschodniej i Południowo-Wschodniej oraz zachodniej Oceanii.

## Systematyka
Do Agelasta należą 83 gatunki i 9 podordzajów:

- Podrodzaj: Agelasta Newman, 1842
  - Agelasta albomarmorata
  - Agelasta albostictica
  - Agelasta basispreta
  - Agelasta estrellae
  - Agelasta humerata
  - Agelasta imogenae
  - Agelasta isthmicola
  - Agelasta lacteostictica
  - Agelasta lactospreta
  - Agelasta luzonica
  - Agelasta marionae
  - Agelasta mediofasciata
  - Agelasta milagrosae
  - Agelasta mindanaonis
  - Agelasta ocellifera
  - Agelasta pardalina
  - Agelasta pardalis
  - Agelasta rufoantennata
  - Agelasta transversa
  - Agelasta transversefasciata
  - Agelasta transversesignata
  - Agelasta undulata
  - Agelasta unicolor
- Podrodzaj: Antennagelasta Breuning, 1968
  - Agelasta perakensis
- Podrodzaj: Dissosira Pascoe, 1865
  - Agelasta albomaculata
  - Agelasta andamanica
  - Agelasta annamensis
  - Agelasta antennata
  - Agelasta bimaculata
  - Agelasta cana
  - Agelasta catenata
  - Agelasta catenoides
  - Agelasta columba
  - Agelasta elongata
  - Agelasta gardneri
  - Agelasta griseonotata
  - Agelasta illecideosa
  - Agelasta konoi
  - Agelasta kumei
  - Agelasta lecideosa
  - Agelasta mixta
  - Agelasta mouhotii
  - Agelasta nigrolineata
  - Agelasta nigromaculata
  - Agelasta nigropunctata
  - Agelasta nigrostictica
  - Agelasta perplexa
  - Agelasta postvittata
  - Agelasta praelongipes
  - Agelasta quadrimaculata
  - Agelasta riouensis
  - Agelasta rufa
  - Agelasta siamana
  - Agelasta siamensis
  - Agelasta sikkimensis
  - Agelasta szetschuanica
  - Agelasta thailandensis
  - Agelasta tonkinea
  - Agelasta villosipes
  - Agelasta yonaguni
  - Agelasta yunnanensis
- Podrodzaj: Epagelasta Breuning, 1939
  - Agelasta balteata
  - Agelasta balteoides
  - Agelasta newmani
- Podrodzaj: Mesolophus Gahan, 1894
  - Agelasta annamana
  - Agelasta birmanensis
  - Agelasta cameroni
  - Agelasta dayremi
  - Agelasta densemarmorata
  - Agelasta humeralis
  - Agelasta marmorata
  - Agelasta pici
  - Agelasta striata
  - Agelasta yunnana
- Podrodzaj: Metagelasta Breuning, 1939
  - Agelasta albomaculata
  - Agelasta basimaculata
  - Agelasta basimaculatoides
- Podrodzaj: Paragelasta Breuning, 1935
  - Agelasta robinsoni
- Podrodzaj: Parasaimia Breuning, 1935
  - Agelasta alboplagiata
  - Agelasta glabrofasciata
  - Agelasta hirticornis
  - Agelasta laosensis
  - Agelasta latefasciata